# Yishanguan

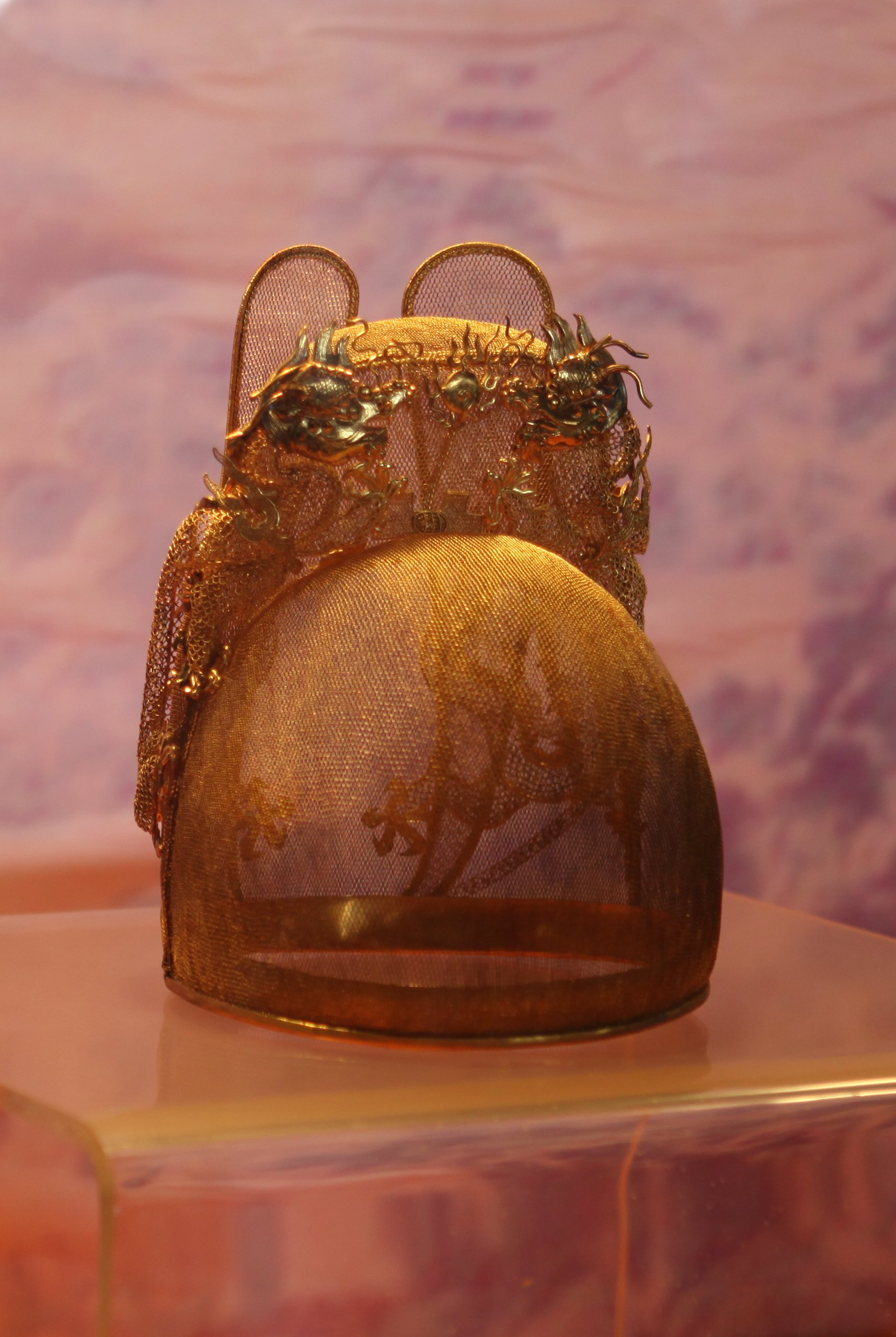
Yishangguan de l'empereur Wanli.

Yishanguan (mandarin: 翼善冠) est le nom chinois de la couronne portée par les empereurs et les princes de la dynastie Ming.
Elle est aussi utilisée dans le royaume de Corée, durant la dynastie Joseon, par les souverains de  et les rois de Ryukyu.